# NGC 4400
NGC 4400 је део галаксије (на пример сјајан HII регион) у сазвежђу Ловачки пси која се налази на NGC листи објеката дубоког неба.
Деклинација објекта је + 33° 30' 57" а ректасцензија 12h 25m 55,9s. Привидна величина (магнитуда) објекта NGC 4400 износи 12,4. NGC 4400 је још познат и под ознакама MCG 6-27-53, CGCG 187-42, HII in N 4395.